# Els Toquiòtes Primer
Tomin First no Kai (都民ファーストの会, lit: Partit Primer els ciutadans de Tòquio) és un partit polític japonés d'àmbit regional amb seu a la prefectura de Tòquio.

## Història
El partit va ser fundat per l'actual governadora de Tòquio, na Yuriko Koike, després de rebutjar anar amb el Partit Liberal Democràtic del Japó a les eleccions prefecturals d'aquell mateix any que se celebrarien en juliol.
Després d'aquelles eleccions on la formació va guanyar en vots i escons, el partit va establir un acord de col·laboració amb el Kōmeitō per tal d'assegurar una majoria estable a l'Assemblea Metropolitana de Tòquio.
La victòria del partit de na Koike va suposar una forta davallada per al Partit Liberal Democràtic del Japó, que fins llavors era un partit dominant a Tòquio i després de les eleccions va quedar en tercer lloc, obtenint els pitjors resultats de la seua història a la ciutat.

## Llista de presidents
| No. | Nom                                   | Temps de mandat        | Temps de mandat        | Imatge |
| No. | Nom                                   | Inici de mandat        | Fi de mandat           | Imatge |
| --- | ------------------------------------- | ---------------------- | ---------------------- | ------ |
| 1   | Kazusa Noda 野田 数 Noda Kazusa       | 23 de gener de 2017    | 1 de juny de 2017      |        |
| 2   | Yuriko Koike 小池 百合子 Koike Yuriko | 1 de juny de 2017      | 3 de juliol de 2017    |        |
| 3   | Kazusa Noda 野田 数 Noda Kazusa       | 3 de juliol de 2017    | 10 de setembre de 2017 |        |
| 4   | Chiharu Araki 荒木 千陽 Araki Chiharu | 10 de setembre de 2017 | 1 de novembre de 2022  |        |
| 5   | Takayuki Morimura                     | 5 de novembre de 2022  | En el càrrec           |        |

## Resultats electorals

### Eleccions a governador
| Any  | Candidat              | Vots      | %          | Resultat |
| ---- | --------------------- | --------- | ---------- | -------- |
| 2020 | Suport a Yuriko Koike | 3,661,371 | 59,7 / 100 | Electe   |
| 2024 | Suport a Yuriko Koike | 2,918,015 | 42,8 / 100 | Electe   |

### Eleccions a l'Assemblea Metropolitana de Tòquio
| Any  | Candidat          | Vots      | %      | Pos. | Diputats | +/- |
| ---- | ----------------- | --------- | ------ | ---- | -------- | --- |
| 2017 | Yuriko Koike      | 1.884.029 | 33,68% | 1r   | 49 / 127 | Nou |
| 2021 | Chiharu Araki     | 1.034.778 | 22,28% | 2n   | 31 / 127 | 14  |
| 2025 | Takayuki Morimura | 1,043,563 | 19.74% | 1r   | 31 / 127 | =   |